# Hodites punctissima
Hodites punctissima is een vliegensoort uit de familie van de roofvliegen (Asilidae). De wetenschappelijke naam van de soort is voor het eerst geldig gepubliceerd in 1962 door Frank M. Hull.
Hull duidde deze soort aan als de typesoort van het nieuwe geslacht Hodites. Het is een zwarte, fors gebouwde vlieg van ongeveer 10 mm lang, voelsprieten inbegrepen. Ze werd ontdekt in Brazilië.